# 杜桥站
杜桥站，位于中华人民共和国浙江省台州市临海市杜桥镇，是金台铁路上的火车站，于2021年6月25日启用。

## 車站周邊
- 董氏宗祠
- 临海市杜桥镇现代林特示范园
- 临海市西洋中学
- 杜桥镇西洋小学

## 歷史
- 2021年6月25日启用。

## 外部連結
- 中国铁路客户服务中心 （页面存档备份，存于）